# 氢化钾
氢化钾（potassium hydride），化学式KH，是钾的氢化物，属于类盐氢化物。氢化钾与水反应生成氢氧化钾和氢气：
KH + H2O → KOH + H2
这个反应通常非常剧烈，伴随着产生的氢气的燃烧。同时由于钾离子的存在，火焰呈淡紫色。
储放氢化钾时有可能发生爆炸，可能是由于表面生成的超氧化物与内层的氢化物接触时，发生的剧烈氧化还原反应导致的。因此存放和使用氢化钾时必须小心。通常氢化钾作为矿物油中的分散质出售。研究表明石蜡中氢化钾分布更加均匀，因此相对安全。
氢化钾是有机合成中比氢化钠更强的碱，可用于有机分子的去质子化。

## 制备
氢化钾可以由氢气和钾直接反应而成：
2 K + H2   →   2 KH
这个反应由汉弗里·戴维在他 1807年发现钾之后发现的。:p.25
氢化钾可溶于溶蚀的氢氧化物（像是氢氧化钠），不溶于有机溶剂。